# Casa Baronesa de Purroy
La Casa Baronesa de Purroy també anomenat Palau dels Purroi és un palau barroc del municipi de Gandesa (Terra Alta) protegit com a bé cultural d'interès local.

## Descripció
És un edifici d'origen barroc, consistent en planta baixa, entresòl, primera principal i segona golfes. Façana de carreus molt regulars, molt massissa fins a l'altura de la primera planta. Gran porta d'accés amb llinda de pedra i cornisa que emmarca la separació amb la planta primera. Planta primera amb balcons, amb llosanes de pedra, que crea una continuïtat amb la cornisa. Disposa de quatre obertures grans, centrades a sobre de les quals es torna a trobar una cornisa que la separa de la planta golfa.
Les golfes tenen una galeria correguda amb arcades de mig punt i imposta al llarg de tota la façana. El remat de teulada consisteix en un ràfec motllurat de pedra, de mesures considerables. A l'interior hi ha un gran cancell, amb paviment a base de grans lloses de pedra, separat en dues dependències mitjançant una gran arcada de mig punt adovellada i amb imposta. A l'interior hi ha una gran escala coberta amb cúpula i llanterna.